# Пакт про ненапад між Німеччиною та Польщею
Німецько-польська угода про ненапад (нім. Erklärung zwischen Deutschland und Polen über den Verzicht auf Gewaltanwendung, пол. Deklaracja między Polską a Niemcami o niestosowaniu przemocy), також відомий як Німецько-польський пакт про ненапад, був угодою про ненапад між Гітлерівською Німеччиною та Другою Польською Республікою, яка була підписана 26 січня 1934 року в Берліні. Обидві країни зобов'язалися вирішити свої проблеми шляхом двосторонніх переговорів і відмовитися від збройних конфліктів на 10 років. Угода фактично нормалізувала відносини між Польщею та Німеччиною, які були напружені через прикордонні суперечки, що виникли через територіальне врегулювання за Версальським договором. Німеччина фактично визнала кордони Польщі та зробила кроки, щоб покласти край економічно руйнівній митній війні між двома країнами, яка мала місце протягом попереднього десятиліття.
Німецька політика кардинально змінилася наприкінці 1938 року, після того як анексія Судетської області вирішила долю Чехословаччини, а Польща стала наступною мішенню для Гітлера. У жовтні 1938 року міністр закордонних справ Німеччини Йоахім Ріббентроп представив Польщі пропозицію поновити угоду в обмін на дозвіл вільного міста Данциг бути анексованим Німеччиною та будівництво екстериторіальної автомагістралі та залізниці через Польський коридор, при цьому Німеччина визнає післявоєнні кордони Польщі. Оскільки Польща відмовилася, Гітлер в односторонньому порядку денонсував угоду 28 квітня 1939 року під час звернення до Рейхстагу, тоді як Німеччина відновила свої територіальні претензії до Польщі. У ноті до Польщі від німецького уряду від 28 квітня 1939 року висловлювалася думка, що денонсація була виправдана підписанням англо-польського союзу.